# Chasseurs de tornades
Ne doit pas être confondu avec Chasseur d'orages.
Chasseurs de Tornades (Storm Chasers) est une émission de télévision américaine de type téléréalité et documentaire, diffusée entre le 17 octobre 2007 et le 10 novembre 2011 sur la chaîne Discovery Channel.
Produit par Original Media, l'émission suit plusieurs équipes de chasseurs d'orages filmant la formation et le passage des tornades dans la Tornado Alley sur le sol américain. Cinq saisons sont recensées en septembre 2011. L'émission est annulé par Discovery Communications le 21 janvier 2012.
En France, l'émission est diffusée sur la chaîne RMC Découverte depuis 2015.

## Production

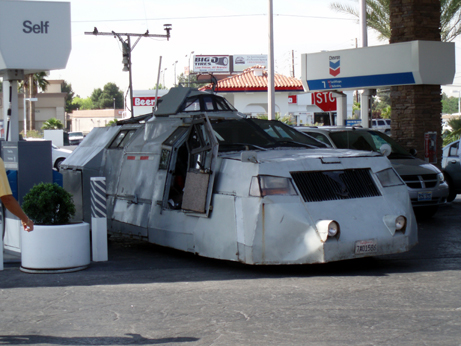
Prototype du Tornado Intercept Vehicle (TIV).

La série Storm Chasers est annuellement filmée, dans une région connue sous le nom de Tornado Alley (littéralement, l'allée des tornades) à cause de la fréquence et de la sévérité des ravages causées par les tornades, habituellement fin printemps début été, période durant laquelle les tornades sont les plus actives (bien que certains épisodes des deux dernières saisons montraient des tornades formées dans la Dixie Alley au sud-est du pays). Certains membres des chasseurs d'orages apparaissent dans la série. Durant les saisons 2007-2008, le Dr Joshua Wurman, un météorologue de renom et créateur du Doppler on Wheels (DOW), s'est associé au réalisateur de documentaire sur IMAX, Sean Casey. Le but de Wurman était de collecter suffisamment de données pour obtenir plus de fiabilité dans les alertes météorologiques, tandis que le but de Casey était de filmer l'intérieur d'une tornade à l'aide d'un véhicule blindé du nom de Tornado Intercept Vehicle (en) (TIV). L'équipe conduisant le TIV est menée par Casey et Ronan Nagle, routier et producteur exécutif (depuis 2009), de la série, et Byron Turk, navigateur et producteur/monteur de la série. Casey a produit/réalisé son second film IMAX sur les tornades. Le premier, Forces of Nature, est commercialisé en 2003 avec un troisième film dédié aux tornades, les deux autres étant dédiés aux volcans et aux séismes. Ronan est le producteur exécutif d'un film, Tornado Alley, commercialisé le 18 mars 2011.
Un épisode intitulé Dedication débute le 3 novembre 2010, en hommage à Matt Hughes, qui s'est donné la mort le 14 mai 2010, et qui a succombé à ses lésions le 26 mai 2010, à l'âge de 30 ans,. Matt était membre de la TIV. Le 21 janvier 2012, Tim Samaras et Sean Casey confirment sur leur pages officielles Facebook l'annulation de l'émission par Discovery Communications.

## Épisodes
| Saison | Saison | Épisodes | Début             | Fin              |
| ------ | ------ | -------- | ----------------- | ---------------- |
|        | 01     | 4        | 17 octobre 2007   | 07 novembre 2007 |
|        | 02     | 8        | 19 octobre 2008   | 07 décembre 2008 |
|        | 03     | 8        | 18 octobre 2009   | 29 novembre 2009 |
|        | 04     | 8        | 13 octobre 2010   | 01 décembre 2010 |
|        | 05     | 8        | 25 septembre 2011 | 10 novembre 2011 |

### Saison 01 (2007)
1. Titre français inconnu (Opening Pursuits)
2. Titre français inconnu (A Dangerous Ride)
3. Titre français inconnu (Tornado Aftermath)
4. Titre français inconnu (Direct Hit)

### Saison 02 (2008)
1. Titre français inconnu (Tornado Intercept Tank)
2. Titre français inconnu (When Parts Fly)
3. Titre français inconnu (Mutiny on the Plains)
4. Cauchemar à DOW Street (Nightmare on DOW Street)
5. Titre français inconnu (Road Hazards)
6. Titre français inconnu (No Place Like Kansas)
7. Titre français inconnu (Hail to the Beast)
8. Titre français inconnu (Tornado Showdown)

### Saison 03 (2009)
1. Nids de tornades (Storm Catchers)
2. Les monstres texans (Bigger In Texas)
3. Déluge de grêle (Highway to Hail)
4. Dans la tornade (Inside the Tornado)
5. Le pari de Tim (Not in Kansas Anymore)
6. Mayday ! (Fight or Flight)
7. Le moment de gloire (Sean Casey at the Bat)
8. Tornades monstrueuses (EF-3 Strikes You're Out)

### Saison 04 (2010)
1. Le Dominator cabriolet (What Goes Around)
2. Le sens du devoir (Why We Chase)
3. Nouvelle tête (Back Seat Driver)
4. Hommage à Matt Hughes (Dedication)
5. Team en deuil (Smoke Monster)
6. La tempête idéale (Perfect Storm)
7. Prêt à faire feu (Twister Twilight Zone)
8. Le jour du jugement (Judgment Day)

- SP 01 Titre français inconnu (Storm Chasers: Behind the Storms)
- SP 02 Titre français inconnu (Storm Chasers: Tornado Rampage 2011)

### Saison 05 (2011)
1. Dixie Alley : tornade géante (Dixie Alley Outbreak)
2. Tempête à Saint-Louis (Storms Over St. Louis)
3. La rédemption de Reed (Reed's Redemption)
4. Les conséquences du ravage (Aftermath)
5. Pas de repos pour les guerriers (No Rest For The Weary)
6. Tempête locale (Too Close To Home)
7. Titre français inconnu (The Storm Within)
8. Titre français inconnu (All Or Nothing)

- SP 01 Titre français inconnu (Greatest Storms 2011)
- SP 02 Titre français inconnu (Behind the storms 2011)

## Médias
Sean Casey et Reed Timmer de Storm Chasers ont fait leur apparition dans un épisode de MythBusters. Leur TIV 2 et leur SRV Dominator ont été testés par les experts de l'émission, Adam Savage et Jamie Hyneman, pour tester la résistance du blindage véhicules à des vents de 300 à 400 km/h.